# 30e division d'infanterie (France)
Pour les articles homonymes, voir 30e division.
La 30e division d'infanterie est une division d'infanterie de l'armée de terre française qui a participé à la Première et à la Seconde Guerre mondiale.

## Créations et différentes dénominations
- 1873 : création de la 30e division d'infanterie
- 1927 : dissolution
- 1939 : recréation de la 30e division d'infanterie
- 1940 : dissolution
- 1956 : nouvelle formation de la 30e division d'infanterie alpine
- 1958 : dissolution

## Les chefs de la30edivisiond'infanterie
- 18 mars 1880 - 14 août 1880 : général Courty (Par intérim)
- 1882 : général Zénon Eugène Lamy
- 29 décembre 1882 - 13 août 1884 : général Salanson
- 29 août 1884 - 18 novembre 1886 : général Courty
- 18 novembre 1886 : général de Moncets
- 11 janvier 1887 - 22 août 1889 : général de Hay-Durand
- 22 août 1899 - 10 mars 1896 : général Quenot
- 31 mars 1896 : général Derrecagaix
- 14 janvier 1897 - 7 octobre 1899 : général Grasset
- 28 octobre 1899 : général Servière
- 9 avril 1900 - 3 septembre 1901 : général Pedoya
- 24 septembre 1901 : général Peloux
- 26 juillet 1904 - 23 juin 1905 : général Pognard
- 25 mars 1909 : général Sabatie
- 26 septembre 1911 - 22 juin 1912 : général Muteau
- 4 août 1914 : général Colle
- 31 octobre 1914 : général Berge[1]
- 15 septembre 1915 : général Castaing[1]
- 3 novembre 1917 : général Sarda[1]
- 1er mai 1918 : général Montérou[1]
- 22 mai 1918 : général Nérel[1]
- 27 mars 1920 - 2 novembre 1922 : général Breton
- 1er janvier 1924 - 1er avril 1925 : général Gadel
- avril 1925 - 1er novembre 1927 : général Noguès
- (dissolution)
- 1939 : général Duron (sl)

## De 1873 à 1914
La division est créée en 15e région militaire en 1873.

## Première Guerre mondiale

### Composition
- 59e brigade d'infanterie (dissoute en décembre 1916)[3] :
  - 40e régiment d'infanterie, d'août 1914 à décembre 1916
  - 58e régiment d'infanterie, d'août 1914 à décembre 1916
  - 173e régiment d'infanterie, d'août 1914 à juin 1915 (détaché à partir de janvier 1915)
- 60e brigade d'infanterie (dissoute en décembre 1916)[3] :
  - 55e régiment d'infanterie, d'août 1914 à juin 1915
  - 61e régiment d'infanterie, d'août 1914 à décembre 1916
  - 240e régiment d'infanterie, de juin 1915 à décembre 1916 (dissous)

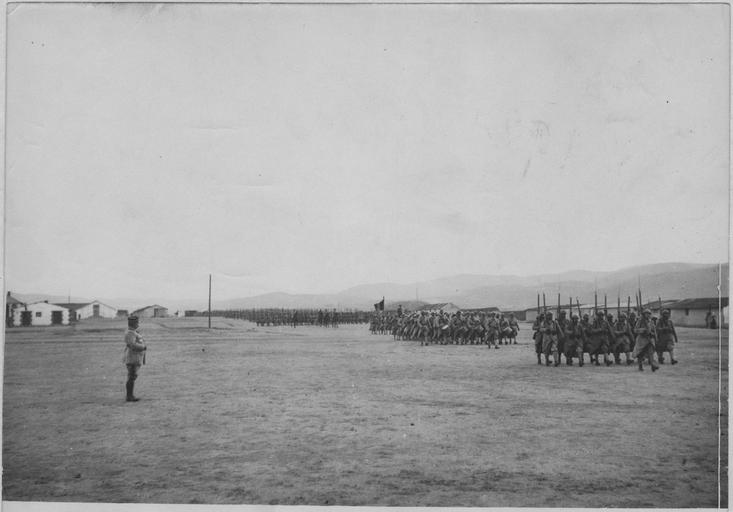
Inspection du par le général Guillaumat en avril 1918 à Stavroúpoli.

- Infanterie divisionnaire (créée en décembre 1916)[3] :
  - 40e régiment d'infanterie, de décembre 1916 à novembre 1918
  - 58e régiment d'infanterie, de décembre 1916 à novembre 1918
  - 61e régiment d'infanterie, de décembre 1916 à novembre 1918
- Cavalerie[3] :
  - 1 escadron du 6e régiment de hussards, d'août 1914 à novembre 1915
  - 1 escadron du 7e régiment de dragons, d'août 1915 à novembre 1915
  - 2 escadrons du 10e régiment de hussards, de février à novembre 1916 (?)
  - 2 escadrons du 25e régiment de dragons, de novembre 1916 à janvier 1917
  - 1 escadron du 5e régiment de chasseurs d'Afrique, de décembre 1916 à novembre 1918

- Artillerie[3] :
  - 19e régiment d'artillerie de campagne (3 groupes de 75), d'août 1914 à novembre 1918
  - 1 groupe de 65 du 2e régiment d'artillerie de montagne, de décembre 1916 à novembre 1918
  - 1 groupe de 155 C du 136e régiment d'artillerie lourde, de mars à novembre 1918

- Génie[3] :
  - compagnie 15/2 du 7e régiment du génie, d'août 1914 à novembre 1918

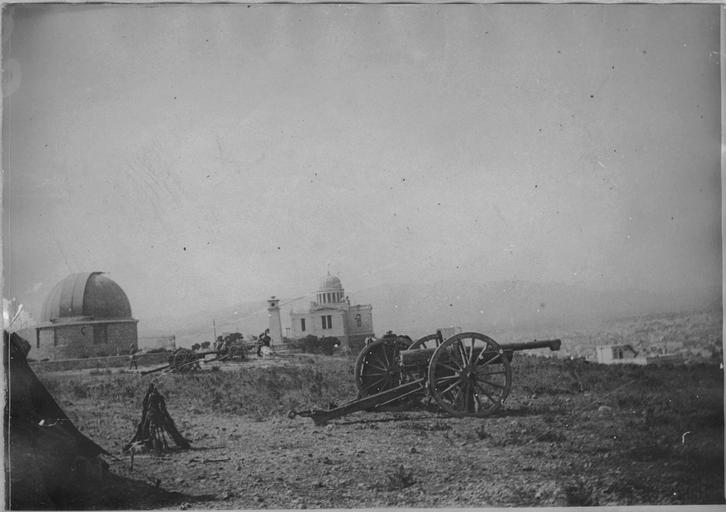
Canons du en position devant l'observatoire d'Athènes le 26 juin 1917.

  - compagnie 15/2 bis (puis 15/52) du 7e régiment du génie, de juillet 1915 à novembre 1918
  - compagnie 23/21 du 7e régiment du génie, de janvier 1917 à novembre 1918

### Historique

#### 1914
- Mobilisation dans la 15e région[4].
- 4 - 8 août : transport par V.F. vers Vézelise[4].
- 8 - 14 août : mouvement par Dombasle-sur-Meurthe, vers la région de Serres et couverture entre la Pissotte et le Sânon[4].

10 août : combat de Lagarde.
- 14 - 20 août : marche offensive vers l'est, combat vers Coincourt. À partir du 18 août, redressement face au nord en direction de Morhange[4].
- 20 - 24 août : engagée dans la bataille de Morhange, combat de Dieuze. Puis repli dans la région de Dombasle, Rosières-aux-Salines, vers les hauteurs de Saffais[4].
- 25 - 26 août : reprise de l'offensive, attaque de Damelevières, de Blainville-sur-l'Eau et de Mont-sur-Meurthe, puis poursuite jusqu'à la Mortagne[4].
- 26 août - 3 septembre : engagée dans la bataille du Grand-Couronné, combats dans la région de Mont-sur-Meurthe et de Hériménil, puis progression jusqu'à la Meurthe[4].
- 3 - 7 septembre : retrait du front, mouvement par Vézelise et Colombey-les-Belles vers Gondrecourt. Puis transport par V.F. de Gondrecourt à Longeville-en-Barrois[4].
- 7 - 16 septembre : engagée dans la bataille de la Marne, (bataille de Revigny), combats dans la région ouest de Bar-le-Duc. À partir du 11 septembre, poursuite par Chardogne et Vaubecourt jusque vers Malancourt[4].
- 16 septembre 1914 - 8 mai 1915 : combats vers Malancourt. Puis stabilisation du front et occupation d'un secteur entre Béthincourt et Avocourt, étendu à droite jusqu'à la Meuse vers Forges[5].

29 octobre - 6 novembre : front limité à droite à Béthincourt ; à partir du 6 novembre, front limité à gauche à Malancourt.
20 - 22 décembre : attaques françaises sur le bois de Forges.
17 février 1915 : combats.
26 février : attaque allemande au bois de Malancourt.

#### 1915
- 8 - 23 mai : retrait du front et mouvement vers Souilly ; repos[5].
- 23 mai - 14 août : mouvement vers le front par Les Islettes. À partir du 27 mai, occupation d'un secteur dans la région de Massiges jusqu'à l'Aisne, réduit à droite le 19 juin jusque vers Ville-sur-Tourbe[5].
- 14 - 20 août : retrait du front. À partir du 17 août, transport par V.F. de la région de Sainte-Menehould vers celle d'Épernay[5].
- 20 août - 22 septembre : mouvement vers le front et occupation d'un secteur vers la ferme des Marquises et le nord-est de Saint-Léonard[5].
- 22 septembre - 9 octobre : retrait du front et mouvement vers la région de Germigny. Le 2 octobre, transport par camions vers Suippes et Jonchery-sur-Suippe. Tenu prête à intervenir dans la bataille de Champagne ; non engagée[5].
- 9 - 31 octobre : occupation d'un secteur vers la butte de Souain, étendu à gauche le 14 octobre jusqu'à la ferme Navarin[5].
- 31 octobre - 4 novembre : retrait du front. À partir du 2 novembre, transport par V.F. au nord d'Épernay[5].
- 4 novembre 1915 - 20 mars 1916 : mouvement vers le front et occupation du secteur de Reims entre le nord-ouest de Saint-Léonard et La Neuvillette[5].

#### 1916
- 20 mars - 7 juin : mouvement de rocade et occupation d'un secteur vers la ferme des Marquises et le nord-est de Saint-Léonard, déplacé à gauche, le 10 avril entre le bois des zouaves et les abords est de Reims[6].
- 7 - 22 juin : retrait du front ; instruction vers Ville-en-Tardenois. À partir du 15 juin, transport par V.F. vers Revigny ; repos[6].
- 22 juin - 20 août : transport par camions dans la région de Verdun. Engagée dans la bataille de Verdun entre la Meuse et le bois d'Haudromont[6].
- 20 - 25 août : retrait du front et transport par V.F. vers Fismes[6].
- 25 août - 11 septembre : mouvement vers le front et occupation d'un secteur vers Soissons et Pernant[6].
- 11 septembre - 16 décembre : retrait du front, puis à partir du 16 septembre, occupation d'un secteur vers Troyon et le moulin Pontoy[6].
- 16 décembre 1916 - 10 janvier 1917 : retrait du front et transport à Toulouse ; instruction[6].

#### 1917
- 10 - 30 janvier : transport par V.F. à Marseille et à Toulon ; puis transport par mer à Salonique[6].
- 30 janvier - 15 avril : au fur et à mesure du débarquement, mouvement vers les camps de Zeitenlik et de Toptchi ; repos, travaux, instruction (éléments portés à Ekchisou)[6].
- 15 avril - 9 juin : mouvement de toute la division vers Ekchisou et Banitsa ; repos. Le 8 mai, mouvement vers Jivonia, puis le 4 juin retour vers Ekchisou et Salonique[6].

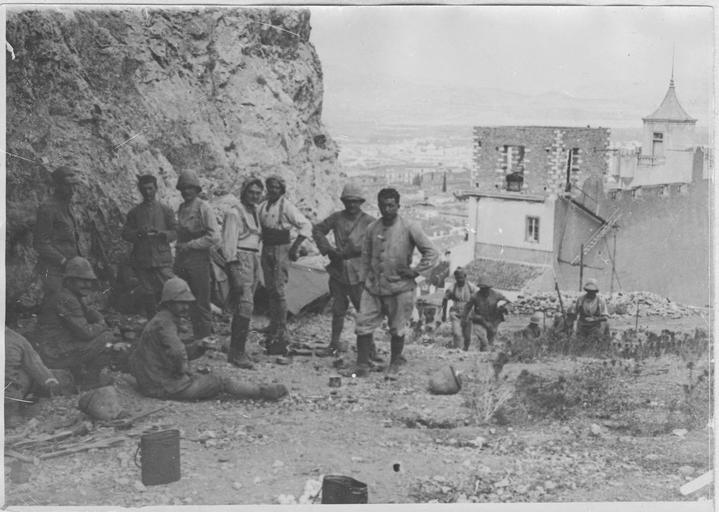
Fantassins de la (probablement le) installés sur le Lycabette le 27 juin 1917 lors de l'occupation alliée d'Athènes.

- 9 juin - 14 juillet : embarquement à Salonique à destination de la Grèce centrale (service d'ordre[6] lors de la prise de pouvoir d'Elefthérios Venizélos à Athènes).
- 14 juillet 1917 - 15 septembre 1918 : transport par V.F. en Macédoine, dans la région de Boukovo ; repos. En août 1917, occupation d'un secteur à l'ouest de Monastir, dans la région cote 1248, crête Bani Planina. Actions locales fréquentes[7].

#### 1918
- 15 - 30 septembre : pendant les opérations de rupture du front de Macédoine, poursuite au nord du lac d'Okrida jusqu'au massif du Yablanitsa[7].
- 30 septembre - 11 novembre : armistice bulgare ; regroupement vers Topoltchani. À partir du 8 octobre, mouvement par Prilep et Vélès vers Kyoustendil puis transport par V.F. dans la région de Rouchtchouk, Nikopoli, Sistova en couverture de l'armée du Danube[7].

#### 1918 - 1920

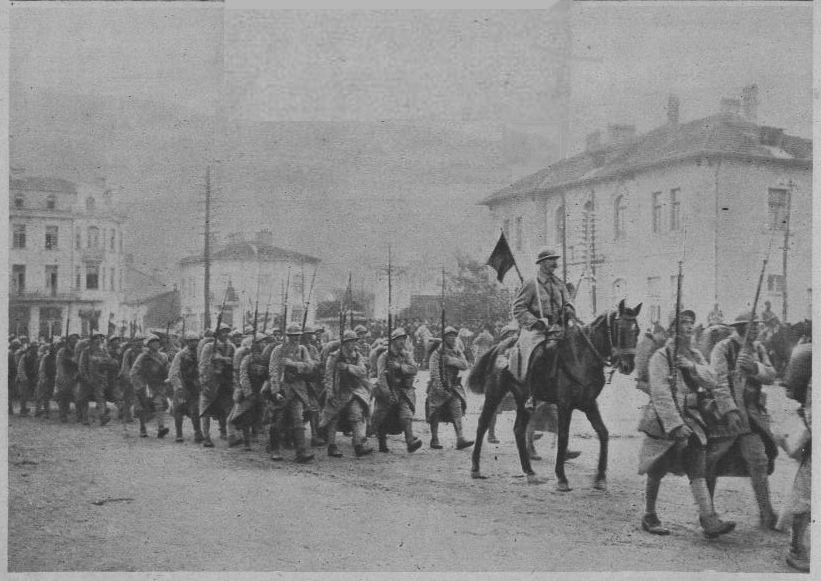
Le à Kyoustendil en Bulgarie, en février 1919.

Le franchissement du Danube à Sistova et Nikopoli commence le 11 novembre 1918 au matin. À partir du 11 novembre 1918, la division fait mouvement vers Bucarest, la Dobroudja et la Bessarabie.
Elle participe à l'intervention alliée pendant la guerre civile russe, occupant (en) Odessa[réf. souhaitée].

### Rattachements
Affectation organique :
- À la mobilisation : 15e corps d'armée
- août 1915 : 38e corps d’armée
- décembre 1916 : corps expéditionnaire (puis armée) d'Orient
- octobre 1918 : armée du Danube[réf. souhaitée]

## Entre-deux-guerres
Le 1er novembre 1927, la 30e division d'infanterie est dissoute et devient la 2e division d'infanterie coloniale sénégalaise, en conséquence de la loi du 13 juillet 1927 sur l'organisation générale de l'armée.

## Seconde Guerre mondiale
La division est recréée à la mobilisation de 1939, comme 30e division d'infanterie alpine (DIAlp ou DIA).

### Composition
Le 10 mai 1940 la 30e DIAlp, sous les ordres du général Duron (sl), est rattachée au 43e corps d'armée de forteresse qui est intégré à la 5e armée.
La 30e division d'infanterie alpine se compose de :
- 49e régiment d'infanterie alpine (49e RIA), en renfort en avril 1940[11]
- 141e régiment d'infanterie alpine (141e RIA), quitte la division en avril 1940 pour rejoindre la 3e division légère d'infanterie[11]
- 55e régiment d'infanterie alpine (55e RIA)[12]
- 22e demi-brigade de chasseurs alpins (22e DBCA)[12] :
  - 18e bataillon de chasseurs alpins (18e BCA)
  - 23e bataillon de chasseurs alpins (23e BCA)
  - 60e bataillon de chasseurs alpins (60e BCA)
- 42e régiment d'artillerie coloniale (42e RAC)[12]
- 242e régiment d'artillerie lourde coloniale (242e RALC)[12]
- 26e groupe de reconnaissance de division d'infanterie (26e GRDI)[12]
- Et tous les services (compagnie de sapeurs mineurs, compagnie télégraphique, compagnie radio, 30e groupe sanitaire divisionnaire, 30e parc d'artillerie divisionnaire, groupe d'exploitation etc.)

Unités rattachées
- 154e régiment d'infanterie de forteresse (154e RIF)
- 165e régiment d'infanterie de forteresse (165e RIF)
- 60e régiment d’artillerie mobile de forteresse (60e RARF)
- 168e régiment d'artillerie de position (168e RAP)

### Historique
Au déclenchement de l'attaque allemande le 10 mai 1940, la 30e DIAlp est dans la région de Niederbronn-les-Bains en Alsace. La division combat mi-juin dans le secteur fortifié des Vosges. Encerclée au nord-est d'Épinal entre la 75e division d'infanterie allemande venant du Nord et les 6e panzerdivision et 20e division motorisée allemandes venant du sud-ouest, la division est capturée.

## Après 1945
La division est recréée au Maroc en octobre 1956. Son état-major est à Oujda.
Elle est dissoute en 1958.

## Insigne
Demandé en 1957 et homologué G.1445.